# Keenan MacWilliam
Keenan Carole MacWilliam (Toronto, Ontário, Canadá, 30 de março de 1989) é uma actriz e cantora canadiana.

## Biografia
Seu primeiro aparecimento foi em 1999 no filme Deep in My Heart, mas não atingiu a fama até 2001 quando interpretou a Carole Hanson na série O clube de la herradura entre 2001 e 2003. Além de ser protagonista da série juvenil, tem participado e protagonizado outros filmes como Jovens e jornalistas, Must Be Santa ou Prom Wars: Love Is a Battlefield e outras séries como Are You Afraid of the Dark? ou Soul Food.[carece de fontes?]
Além da sua carreira como atriz, foi a cantora de cabeceira do O clube de la herradura, junto com as suas colegas de partilha e de sua trilha corrente. Além do canto, Kenaan toca a guitarra, fala inglês e francês, está num programa para estudantes superdotados em matemáticas, e ama os computadores e a ciência. Também joga ao futebol e está numa equipa.

## Filmografia

### Filmes
| Ano  | Filme                            | Personagem        |
| ---- | -------------------------------- | ----------------- |
| 1999 | Deep in My Heart                 | Bárbara de jovem  |
| 1999 | The Bone Collector               | Sobrinha de Rhyme |
| 1999 | Must Be Santa                    | Heather           |
| 2000 | The Best Girl                    | Alice             |
| 2002 | Get a Clue                       | Karen             |
| 2008 | Prom Wars: Love Is a Battlefield | Meg               |

### Séries de televisão
| Ano         | Série                       | Personagem    | Notas        |
| ----------- | --------------------------- | ------------- | ------------ |
| 2000        | Are You Afraid of the Dark? | Emily         | 1 episódio   |
| 2001 - 2003 | O clube de la herradura     | Carole Hanson | 51 episódios |
| 2004        | Soul Food                   | Amina         | 3 episódios  |